# Митрополичья башня
Митрополи́чья башня — цилиндрическая башня Новгородского детинца, памятник военно-оборонительного зодчества XV века. Башня круглая в плане, глухая (не проездная), диаметр 13,6 м, толщина стен — 3,1 м, высота стен — 16,3 м, бутовые фундаменты заложены на глубину 3,5 м. Возведена в 1484—1499 гг, возможно на старой основе. Венчает башню десятиметровый шатёр, восстановленный по описям XVII века. Стены башни, обращённые ко рву, прорезаны тремя ярусами сводчатых бойниц XV века. Яруса башни разделены деревянными помостами, соединёнными системой лестниц.

## Расположение
Башня расположена в северо-западной части Кремля, на территории Владычного двора. С наружной стороны башня расположена над глубоким рвом.

## История
Две круглые кремлёвские башни — Митрополичья и Фёдоровская, сильно отличающиеся от других башен Детинца, — задуманы и сооружены Евфимием II как составная часть Архиепископского дворца, который примыкал к башням и крепостной стене со стороны Владычного (Митрополичьего) двора. Обе башни охраняли Владычный двор с запада и севера.
В источниках XVII века башня обозначалась по-разному: «круглая» (1626), «круглая против митрополичьего двора» (1649), «красная круглая». В это время все стены и башни Кремля были выбелены известью, а Митрополичья башня единственная осталась облицована кирпичом. На её стене учёными были обнаружены шведские надписи XVII века, когда город был осаждён шведами. Устоявшееся в последнее время название башни — Митрополичья, введённое в конце XIX века В.С. Передольским.
Башня неоднократно ремонтировалась и реставрировалась, в апреле 1914 года реставрационной комиссией было рекомендовано отремонтировать фундамент и облицовку, но из-за начавшейся Первой мировой войны эти работы не были проведены. Во время Великой Отечественной войны башня, в отличие от других сооружений детинца, почти не получила повреждений. В 1956 году по проекту А. В. Воробьёва и Н. С. Кривулиной башня была реставрирована в формах XV века, но в 1974 году в ней случился пожар, уничтоживший внутренние деревянные перекрытия. В настоящее время используется как склад.

## Культурное наследие
30 августа 1960 года постановлением Совета Министров РСФСР № 1327 «О дальнейшем улучшении дела охраны памятников в РСФСР» ансамбль Новгородского кремля принят под охрану как памятник государственного значения.
В 1992 году Решением юбилейного заседания Комитета Всемирного наследия ЮНЕСКО архитектурный ансамбль Новгородского кремля включён в Список Всемирного наследия.